# Curt Rommel
Curt Rommel (* 29. April 1885 in Rudolstadt, Fürstentum Schwarzburg-Rudolstadt; † 1972) war ein Schweizer Jurist, Versicherungswissenschaftler und Hochschullehrer. Er hinterließ die Curt-Rommel-Stiftung.

## Leben und Wirken
Rommel stammte aus der schwarzburgischen Residenzstadt Rudolstadt. Nach dem dortigen Schulbesuch studierte er und promovierte an der Universität Rostock 1914 zum Dr. jur. In den 1920er Jahren siedelte er in die Schweiz über und wurde im dortigen Verbandswesen tätig. Von 1943 bis 1945 wirkte er an der Universität Bern als Privatdozent. 1956 trat er der Arbeitsgemeinschaft Versicherungswissenschaftler an Deutschen Hochschulen und 1957 dem Kölner Versicherungswissenschaftlichen Verein bei. Viele Jahre war er in Bern Vorsteher der Elementarschadenabteilung eines Versicherungsverbandes.

## Schriften (Auswahl)
- Zur einfachen Sachbeschädigung aus § 303 des Reichsstrafgesetzbuches. Breslau 1914.
- Das Obligatorium in der Ernteversicherung. In: Internat. Landw. Rundschau, Rom, 33 (1942), Nr. 6.
- Aufbau und Durchführung der Ernteversicherung in den Vereinigten Staaten von Amerika. In: Aus der Praxs der allgemeinen Elementarschädenversicherung. Schriftenreihe des Instituts für Versicherungswissenschaft der Universität Köln, 1942, H. 4.
- Aufbau und Durchführung der Ernteversicherung in den Vereinigten Staaten von Amerika Springer, Berlin u. a. 1942